# 瓦塔區

瓦塔區（阿拉伯语：‎），是阿爾及利亞的行政區，位於該國西部，由貝沙爾省負責管轄，首府設於瓦塔，面積7,950平方公里，2008年人口7,702，人口密度每平方公里1人。